# Władimir Tarasienkow
Władimir Iwanowicz Tarasienkow (ros. Владимир Иванович Тарасенков, ur. 10 maja 1946 w Moskwie) – radziecki bokser, mistrz Europy z 1969.
Zwyciężył w kategorii średniej (do 75 kg) na mistrzostwach Europy w 1969 w Bukareszcie wygrywając w finale z Mate Parlovem z Jugosławii.
Był wicemistrzem ZSRR w wadze średniej w 1969 i 1972 oraz brązowym medalistą w 1970.